# Vuelta a España 1976
Das Radrennen zur 31. Vuelta a España wurde in 21 Abschnitten und 3340,9 Kilometern vom 27. April bis zum 16. Mai 1976 ausgetragen. Der Gewinner war der Spanier José Pesarrodona, die Bergwertung gewann Andrés Oliva, die Punktewertung gewann Dietrich Thurau. Die Meta Volantes-Wertung gewann Daniel Verplancke und das Team KAS siegte in der Mannschaftswertung.

## Etappen
| Etappe | von                    | nach                   | km         | Gewinner                              | Maillot amarillo           |
| ------ | ---------------------- | ---------------------- | ---------- | ------------------------------------- | -------------------------- |
| Prolog | Estepona               | Estepona               | 3,2 (EZF)  | Dietrich Thurau                       | Dietrich Thurau            |
| 1      | Estepona               | Estepona               | 135        | José De Cauwer                        | José De Cauwer             |
| 2      | Estepona               | Priego de Córdoba      | 224        | Roger Gilson                          | José De Cauwer             |
| 3      | Priego de Córdoba      | Jaén                   | 177        | Theo Smit                             | José De Cauwer             |
| 4      | Jaén                   | Baza                   | 166        | Hennie Kuiper                         | Francisco Javier Elorriaga |
| 5      | Baza                   | Cartagena              | 201        | Theo Smit                             | Francisco Javier Elorriaga |
| 6      | Cartagena              | Cartagena              | 14 (EZF)   | Joaquim Agostinho                     | Joaquim Agostinho          |
| 7      | Cartagena              | Murcia                 | 136        | Ferdi Van Den Haute                   | Joaquim Agostinho          |
| 8      | Murcia                 | Almansa                | 219        | Georges Pintens                       | Joaquim Agostinho          |
| 9      | Almansa                | Nules                  | 208        | Dietrich Thurau                       | Dietrich Thurau            |
| 10     | Castellón de la Plana  | Cambrils               | 226        | José Antonio González Linares Linares | Dietrich Thurau            |
| 11     | Cambrils               | Barcelona              | 151        | Antonio Vallori                       | Dietrich Thurau            |
| 12     | Pamplona               | Logroño                | 168        | Gerben Karstens                       | Dietrich Thurau            |
| 13     | Logroño                | Palencia               | 209        | Dirk Ongenae                          | Dietrich Thurau            |
| 14     | Paredes de Nava        | Gijón                  | 249        | Cees Priem                            | Dietrich Thurau            |
| 15     | Gijón                  | Cangas de Onís         | 141        | Vicente López Carril                  | Joaquim Agostinho          |
| 16     | Cangas de Onís         | Reinosa                | 156        | Dietrich Thurau                       | Joaquim Agostinho          |
| 17     | Reinosa                | Bilbao                 | 183        | Arthur Van De Vijver                  | Hennie Kuiper              |
| 18     | Galdácano              | Santuario de Oro       | 204        | Dietrich Thurau                       | Hennie Kuiper              |
| 19A    | Murguía                | Donostia-San Sebastián | 139        | Dirk Ongenae                          | Hennie Kuiper              |
| 19B    | Donostia-San Sebastián | Donostia-San Sebastián | 31,7 (EZF) | Dietrich Thurau                       | José Pesarrodona           |

## Endstände
| Sieger                | José Pesarrodona              | 93:19:10 h  |
| Zweiter               | Luis Ocaña Pernía             | + 1:03 min  |
| Dritter               | José Nazabal                  | + 1:41 min  |
| Vierter               | Dietrich Thurau               | + 1:44 min  |
| Fünfter               | Vicente López Carril          | + 1:50 min  |
| Sechster              | Hennie Kuiper                 | + 2:00 min  |
| Siebter               | Joaquim Agostinho             | + 3:16 min  |
| Achter                | Josef Fuchs                   | + 3:45 min  |
| Neunter               | Pedro Torres Cruces           | + 4:43 min  |
| Zehnter               | José Antonio González Linares | + 7:18 min  |
| Punktewertung         | Dietrich Thurau               | 174 P.      |
| Zweiter               | Francisco Javier Elorriaga    | 174 P.      |
| Dritter               | Cees Priem                    | 171 P.      |
| Bergwertung           | Andrés Oliva                  | 112 P.      |
| Zweiter               | Ludo Loos                     | 110 P.      |
| Dritter               | Joaquim Agostinho             | 97 P.       |
| Meta Volantes-Wertung | Daniel Verplancke             | 34 P.       |
| Teamwertung           | KAS                           | 279:44:45 h |